# Yannick Makota
Yannick Makota (Lyon, 20 januari 1992) is een Frans-Kameroens voetballer die speelt als aanvaller.

## Carrière
Makota speelde in de jeugd van AS Nancy maar maakte zijn profdebuut voor AS Lyon-Duchère. Na een jaar vertrok hij hier en ging spelen voor het Engelse Market Drayton Town, ook hier speelde hij maar een jaar. In 2014 tekende hij een contract bij de Portugese club Sporting Covilhã waar hij na een seizoen wee transfervrij kon vertrekken.
Hierna zat hij even zonder club maar hij sloot zich aan bij het Franse AS Marck. 
Daarna gaat hij spelen in België bij Francs Borains waar hij na een seizoen vertrekt op avontuur in Noord-Macedonië bij FK Pobeda, hier speelt hij regelmatig maar trekt toch aan het einde van het seizoen naar het Luxemburgse Jeunesse Esch. In het seizoen 2019/20 werd hij uitgeleend aan Saham Club een club uit Oman. Op het einde van het seizoen mocht hij transfervrij vertrekken.
In 2020 tekent hij een contract bij serie D-club AS Bisceglie, in 2021 tekende hij bij Umm al-Fahm. Hij zat in 2021 een tijdje zonder club maar tekende uiteindelijk bij het Italiaanse RG Ticino. In de zomer van 2022 tekende hij een contract bij het Belgische Francs Borains.